# ألو رامالينجايا
أبو مالينجيا (1 أكتوبر 1922 - 31 يوليو 2004) كان ممثلًا هنديًا وممثلًا كوميديًا ومنتجًا معروفًا بأعماله في السينما التيلجو . وو تم تكريمه بجائزة بادما شري لمساهمته في السينما الهندية.  وحصل على جائزة فيلم فير لإنجاز العمر - الجنوب ،  في أكثر من 1000 فيلم في مجموعة متنوعة من الأدوار.   تم إنشاء "جائزةوطنية" تخليداً لذكراه من قبل "أكاديمية للفنون". يتم تقديم الجائزة كل عام لشخصية فيلم التيلجو لإنجازاتها مدى الحياة.  
ولد الو رامالنجية في 1 أكتوبر 1922، في بالاكولو ، ولاية أندرا براديش ، الهند في عائلة تتحدث التيلجو. 